# Dunottar Castle
Die Dunottar Castle war ein 1890 in Dienst gestellter Passagier- und Frachtdampfer, der von der britischen Reederei Union-Castle Line im Passagier- und Postverkehr zwischen Großbritannien und Südafrika eingesetzt wurde. 1913 wurde das Schiff an die Royal Mail Line verkauft. Nach Ausbruch des Ersten Weltkriegs diente das Schiff als HMS Caribbean zunächst als Truppentransporter und danach als Hilfskreuzer, bis es am 27. September 1915 vor der schottischen Küste in einem Sturm sank.

## Das Schiff
Das 5625 BRT große Dampfschiff Dunottar Castle wurde auf der Werft Fairfield Shipbuilding and Engineering in Govan bei Glasgow gebaut und lief am 22. Mai 1890 vom Stapel. Das 131,97 Meter lange und 15,15 Meter breite Schiff hatte einen maximalen Tiefgang von 7,62 Metern. Die Dunottar Castle hatte einen Einzelpropeller, drei Masten und zwei Schornsteine. Die Dreifachexpansions-Dampfmaschinen beschleunigten das Schiff auf bis zu 13 Knoten (nach anderen Quellen auf bis zu 17 Knoten). Die Dunottar Castle wurde für die 1862 gegründete britische Reederei Castle Mail Packet Company Ltd. (Castle Line) gebaut und in deren Passagier- und Frachtverkehr von Southampton nach Kapstadt in Südafrika eingesetzt. Die Passagierunterkünfte waren für 160 Reisende der Ersten Klasse, 90 der Zweiten Klasse und 100 der Dritten Klasse bemessen.

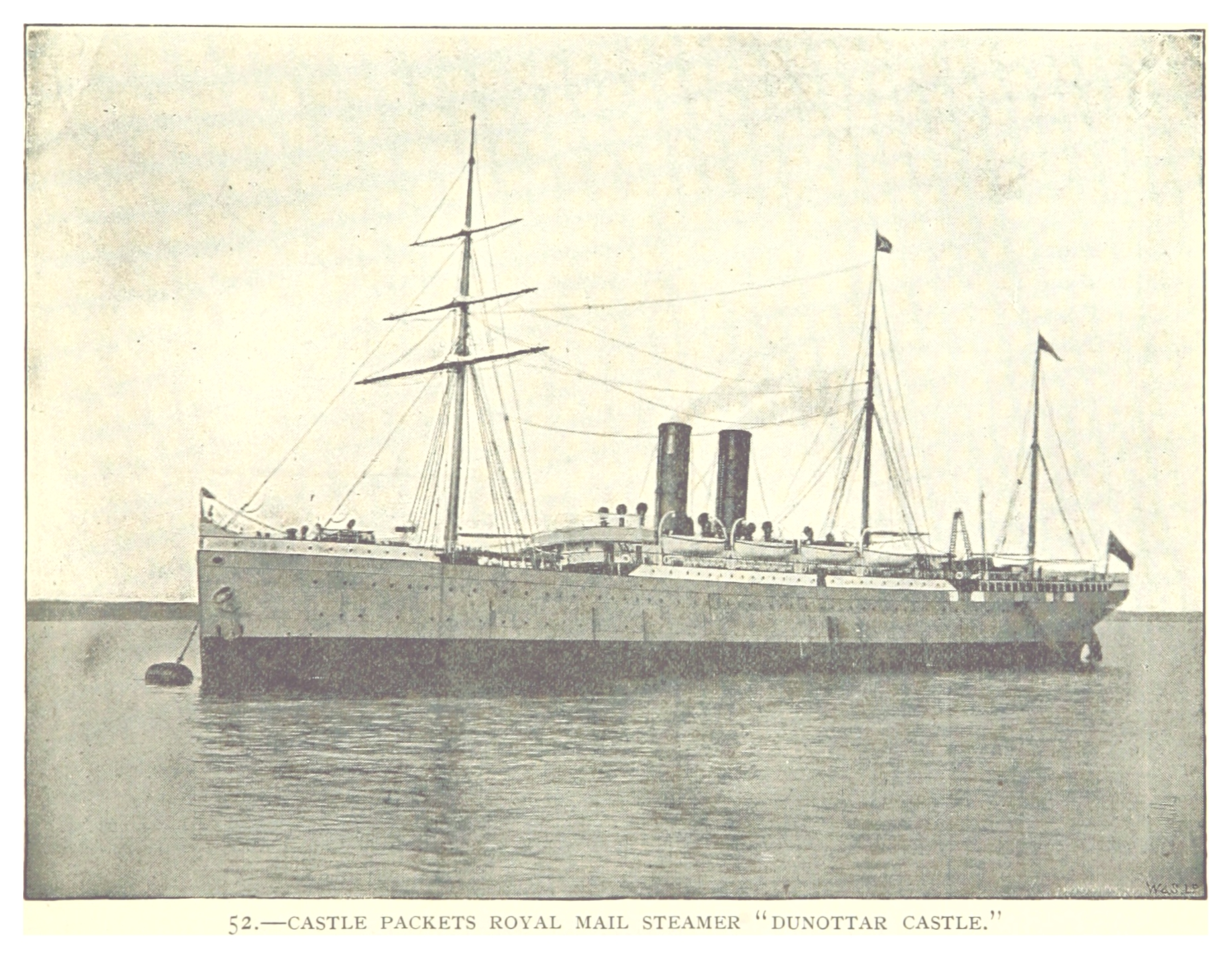
Die Dunottar Castle im Jahr 1893

Nach der Fertigstellung führte die Dunottar Castle ihre Probefahrten bei den Äußeren Hebriden durch und lief im September 1890 zu ihrer Jungfernfahrt von Dartmouth nach Kapstadt aus. Am 20. Juni 1891 legte sie erstmals von Southampton nach Kapstadt ab und bewältigte die Überfahrt in 16 Tagen und 14 Stunden. Sie war zu jener Zeit eines der schnellsten Schiffe auf ihrer Route. Bis dahin wurde für die Überfahrt gewöhnlich in etwa 40 Tagen zurückgelegt. 1894 strandete die Dunottar Castle beim Eddystone-Leuchtturm an der Küste von Cornwall. Sie wurde flott gemacht und repariert. Im Jahr 1897 wurden Umbaumaßnahmen vorgenommen, in deren Zuge die Schornsteine verlängert und ein Ruderhaus hinzugefügt wurde. Am 25. Juli 1899 traf Robert Baden-Powell an Bord des Schiffs in Kapstadt ein. Am 14. Oktober 1899 schiffte sich Winston Churchill auf die Dunottar Castle ein, die am 31. Oktober in Kapstadt einlief.
Im November 1899 wurde der Dampfer als Truppentransporter im Burenkrieg angefordert. Auf der ersten Fahrt in diesem neuen Dienst wurden 1500 Soldaten unter Sir Redvers Buller an Bord der Dunottar Castle nach Kapstadt gebracht. Bei der darauf folgenden Abfahrt in Southampton am 23. Dezember 1899 waren Frederick Roberts, 1. Earl Roberts und Lord Kitchener an Bord. Im März 1900 wurde das Schiff in den Bestand der neu gegründeten Union-Castle Line überführt, die sich durch den Zusammenschluss der Castle Line mit der Union Line formiert hatte. Sie war das Schiff, das die Reedereidirektoren Sir Donald Currie und Sir Francis Evans anlässlich der Fusionsfeierlichkeiten beherbergte.
Während des Krieges machte sie häufiger Reisen zwischen England und der Kapkolonie und beförderte außer Churchill, der damals junger Kriegsberichterstatter für die Morning Post war, und Oberst Baden-Powell auch einen anderen berühmten Pfadfinder, Major Frederick Russell Burnham. Im Juli kehrten Churchill und Burnham an Bord des Schiffs nach England zurück. Am 25. November 1901 musste die Dunottar Castle nach einer Kollision mit der Runic der White Star Line in den Hafen von Dakar geschleppt werden. Später musste sie bis nach Großbritannien ins Schlepptau genommen werden, nachdem bei Kap Verde die Schraubenwelle gebrochen war.
1904 wurde die Dunottar Castle in Southampton aufgelegt. 1907 wurde sie an die Panama Railroad Company aus New York verchartert, die sie in ihrem Passagierdienst zwischen New York und Colón verwendete. 1908 wurde das Schiff an Sir Henry Simpson Lunn, den Begründer der Reiseagentur Lunn Poly, verchartert und für Kreuzfahrt nach Norwegen und in den Mittelmeerraum eingesetzt. 1911 brachte sie Gäste zur Krönung von König Georg V. von Großbritannien zum Kaiser von Indien nach Indien.

## Verkauf und Untergang
1913 wurde die Dunottar Castle an die Royal Mail Line verkauft und unter dem Namen Caribbean für Kreuzfahrten verwendet. Im September 1914 wurde das Schiff als Caribbean als Truppentransporter angefordert und brachte kanadische Truppen nach Europa. Danach wurde es in einen bewaffneten Hilfskreuzer umgewandelt, wofür man das Schiff aber nach kurzer Zeit für ungeeignet hielt. Im Mai 1915 wurde das Schiff in eine Unterkunft für Dockarbeiter umgebaut.
Am 27. September 1915 war der Dampfer unterwegs nach Scapa Flow, als es in stürmischem Wetter 35 Meilen vor Cape Wrath an der Küste Nordschottlands kenterte und sank. Der Leichte Kreuzer Birkenhead versuchte, das havarierte Schiff in Schlepptau zu nehmen, aber dies misslang. 15 Besatzungsmitglieder ertranken. Die übrige Crew wurde von der Birkenhead aufgenommen.
Eine Untersuchung des Unglücks machte den Schiffszimmermann verantwortlich und beschuldigte ihn, nicht alle Luken verschlossen zu haben. Dies habe zu dem Wassereinbruch und dem daraus resultierenden Untergang geführt. Ihm wurde vorgehalten, nicht genug mit dem Schiff vertraut gewesen zu sein. Wie die meisten anderen Besatzungsmitglieder war er erst zehn Tage zuvor erstmals an Bord gegangen.